# Loch Beannach
Loch Beannach är en sjö i Storbritannien.   Den ligger i kommunen Highland och riksdelen Skottland, i den norra delen av landet, 800 km norr om huvudstaden London. Loch Beannach ligger 91 meter över havet.Trakten runt Loch Beannach består i huvudsak av gräsmarker.